# グローモ
グローモ（伊: Gromo  ( 音声ファイル)）は、イタリア共和国ロンバルディア州ベルガモ県にある、人口約1,200人の基礎自治体（コムーネ）。

## 地理

### 位置・広がり
ベルガモ県北東部、ヴァル・セリアーナのコムーネ。県都ベルガモから北北東へ35km、州都ミラノから北東へ80kmの距離にある。

#### 隣接コムーネ
隣接するコムーネは以下の通り。
- アルデージオ
- ガンデッリーノ
- オルトレッセンダ・アルタ
- ヴァルボンディオーネ
- ヴァルゴーリオ
- ヴィルミノーレ・ディ・スカルヴェ

### 地震分類
イタリアの地震リスク階級では、3に分類される。

## 行政

### 山岳部共同体
広域行政組織である山岳部共同体「ヴァッレ・セリアーナ山岳部共同体」  （事務所所在地：クルゾーネ）を構成するコムーネである。

## 文化・観光
「イタリアの最も美しい村」クラブ加盟コムーネである。